# Arosemena (Panamá Oeste)
Arosemena es un corregimiento del distrito de La Chorrera en la provincia de Panamá Oeste, República de Panamá. La localidad tiene 586 habitantes (2023).
El corregimiento fue creado por acuerdo municipal del 2 de junio de 1922, y se le dio dicho nombre en memoria de Pablo Arosemena, abogado y político nacido en Panamá en 1836, quien fue jefe del Estado Soberano de Panamá en 1875 y 1885, y una vez consumada la separación del país de Colombia presidió la Asamblea Constituyente que elaboró la primera constitución panameña. El corregimiento limita al norte y al este con el corregimiento de Iturralde, al sur con los corregimientos de Hurtado y Obaldía, y al oeste con el distrito de Capira.